# WorldPride Londres 2012
El WorldPride Londres 2012 fue la tercera edición del WorldPride celebrada con motivo del Día Internacional del Orgullo LGBT. Se celebró en la ciudad británica de Londres en el año 2012. Esta edición del Día del Orgullo en Londres también coincide con la 19.ª edición del Europride.

## Historia
La 27ª conferencia anual de InterPride, celebrada en octubre de 2008 en Vancouver, Canadá, votó a favor de aceptar la oferta del Orgullo Gay de Londres para albergar el WorldPride de 2012 en la capital del Reino Unido poco antes de los Juegos Olímpicos de Verano 2012 y los Juegos Paralímpicos de Verano 2012 y durante las celebraciones anticipadas de todo el año del Jubileo de diamante de la reina Isabel II. El rgullo de Londres planeó un desfile de carrozas, una zona de gran rendimiento en Trafalgar Square con los partidos de la calle en la plaza de oro y el Soho.

## Problemas
Sin embargo, el evento World Pride de Londres fue significativamente "redujido" en caso de emergencia todos los agentes debían reunirse el 27 de junio de 2012, nueve días antes de cuando tenía que empezar el evento y una quincena después de que comenzara el festival. Los organizadores del Orgullo de Londres no habían podido conseguir los fondos necesarios para los contratistas de las áreas clave de la obra, y anunció que todas las actividades se están reduciendo o cancelando. El Evening Standard informó que a cuatro contratistas del evento del Orgullo del año anterior se les debía 65.000 £ en deudas no pagadas, aunque esto ha sido negado por el Orgullo de Londres. En consecuencia, el entretenimiento y las etapas fueron todos cortados, y las solicitudes de licencia para fiestas en la calle Soho retiradas. En lugar de ello, los planes de eventos incluyeron una caminata Pride (sin vehículos), y un rally de nuevo escala en la Plaza de Trafalgar. El 5 de julio, la Metropolitan Police Service emitió una normativa sobre el permiso avisando a todos los lugares de Soho, recordándoles que el Orgullo de Londres no tenía licencia para los eventos de la calle en el área de Soho, y por lo tanto los lugares deben tratar el WorldPride como "cualquier día normal".

### Reacción de la comunidad LGBT
Peter Tatchell y el exdirector Asociado del Pride London James-J Walsh en un artículo para PinkNews, criticó la gestión de la administración del Orgullo de Londres del World Pride. Tatchell dijo: "Lo que los aciertos y errores, esta reducción gradual de WorldPride es una enorme vergüenza para Londres y para nuestra comunidad LGBT. Nos prometieron a las personas LGBT en todo el mundo un fabuloso y espectacular evento. Ahora parece que WorldPride en Londres pasará a la historia como un petardo mojado. Estamos no sólo defraudando las personas LGBT en el Reino Unido, sino también estamos traicionando la confianza de las personas LGBT en todo el mundo. Esto es un desastre absoluto. "Walsh agregó" Esto va a perder la obra de orgullo de Londres en los años venideros. El Orgullo de Londres ha perdido el foco de ser una organización LGBT de campaña, en lugar de centrarse en la fiesta en lugar de la política, que es lo que la comunidad necesita cuando la legislación en torno a la igualdad de derechos de matrimonio y LGBT todavía tienen tanto que ganar en el Reino Unido y alrededor del mundo ".